# 1795
1795 (MDCCXCV) fue un año común comenzado en jueves según el calendario gregoriano.

## Acontecimientos
- 3 de enero: tercer y último reparto de Polonia entre Austria y Rusia.
- 21 de enero: en Ámsterdam, el ejército francés, al mando del general Jean-Charles Pichegru, entra en la ciudad.
- 9 de febrero: Austria y Francia firman un acuerdo, anterior a la Paz de Basilea, para poner fin a la primera guerra entre la Francia republicana y la Primera Coalición contrarrevolucionaria.
- 27 de febrero: en la provincia de Córdoba (Argentina) el intendente español Rafael de Sobremonte funda la Villa del Rosario.
- 1 de abril: en París (Francia) ocurre un levantamiento de los sans-culotte a causa del hambre.
- 5 de abril: en Basilea (Suiza) se firma el Tratado de Basilea entre Francia y Prusia.
- 7 de abril: en París (Francia), la Convención establece el sistema métrico decimal.
- 10 de mayo: en el estado Falcón (Venezuela), ocurre la insurrección de José Leonardo Chirino.
- 22 de julio: España y Francia firman el Tratado de Basilea.
- 4 de octubre: en París ocurre la Insurrección realista del 13 vendimiario del año IV.
- 27 de octubre: Estados Unidos y España firman el tratado de San Lorenzo, que establece las fronteras entre las colonias españolas y los Estados Unidos.
- 27 de noviembre: en la actual Colombia se funda la aldea de Santander.
- 20 de diciembre: en Santo Domingo (capital de la actual República Dominicana), los restos del navegante Cristóbal Colón son retirados de la catedral de Santo Domingo para trasladarlos a La Habana (Cuba).
- 20 de diciembre en Teherán (Irán), Agha Muhammad Jan es coronado como shah y funda la dinastía kayar.

## Arte y literatura
- Francisco de Goya: La duquesa de Alba.
- Emmanuel Kant: La paz perpetua.

## Ciencia y tecnología
- Heinrich Friedrich Link describe por primera vez el manatí de África occidental (Trichechus senegalensis).

## Nacimientos

### Enero
- 6 de enero: Anselme Payen, químico francés (f. 1871).
- 26 de enero: Policarpa Salavarrieta, mujer colombiana, heroína de la independencia (f. 1817).

### Febrero
- 3 de febrero: Antonio José de Sucre, militar venezolano (f. 1830).
- 14 de febrero: William Jewett, pintor estadounidense (f. 1874).
- 14 de febrero: Francisco Linage, militar español.

### Mayo
- 23 de mayo: Charles Barry, arquitecto británico (f. 1860).

### Septiembre
- 17 de septiembre: Saverio Mercadante, compositor italiano (f. 1870).

### Octubre
- 15 de octubre: Friedrich Wilhelm IV de Prusia, aristócrata prusiano, rey desde 1840 hasta 1861 (f. 1861).
- 31 de octubre: John Keats, poeta británico (f. 1821).

### Noviembre
- 2 de noviembre: James K. Polk, político estadounidense y 11° presidente desde 1845 hasta 1849 (f. 1849).
- 28 de noviembre: Gregorio Aráoz de Lamadrid, líder unitario y militar argentino (f. 1857).

### Diciembre
- 21 de diciembre: Leopold von Ranke, historiador alemán (f. 1886).

## Fallecimientos
- 3 de enero: Josiah Wedgwood, ceramista británico (n. 1730).
- 26 de enero: Johann Christoph Friedrich Bach, músico alemán (n. 1732).
- 8 de junio: Luis XVII, rey De iure de Francia.
- 4 de agosto: Francisco Bayeu, pintor español (n. 1734).
- 14 de agosto: François-André Danican Philidor, músico y jugador de ajedrez (n. 1726).
- 26 de agosto: Cagliostro, alquimista, masón y aventurero italiano (n. 1743).
- 27 de diciembre: Eugenio Espejo, líder independentista ecuatoriano (n. 1747).